# Jind
Jind là một thành phố và là nơi đặt hội đồng đô thị (municipal council) của quận Jind thuộc bang Haryana, Ấn Độ.

## Địa lý
Jind có vị trí 29°19′B 76°19′Đ / 29,32°B 76,32°Đ Nó có độ cao trung bình là 227 mét (744 feet).

## Nhân khẩu
Theo điều tra dân số năm 2001 của Ấn Độ, Jind có dân số 136.089 người. Phái nam chiếm 54% tổng số dân và phái nữ chiếm 46%. Jind có tỷ lệ 69% biết đọc biết viết, cao hơn tỷ lệ trung bình toàn quốc là 59,5%: tỷ lệ cho phái nam là 75%, và tỷ lệ cho phái nữ là 61%. Tại Jind, 14% dân số nhỏ hơn 6 tuổi.